# Provincia di Pisa
La provincia di Pisa è una provincia italiana della Toscana di 418 461 abitanti. È la seconda provincia toscana per numero di abitanti, e per quanto riguarda la superficie, con i suoi 2 444 km² è al quinto posto tra le dieci province toscane.

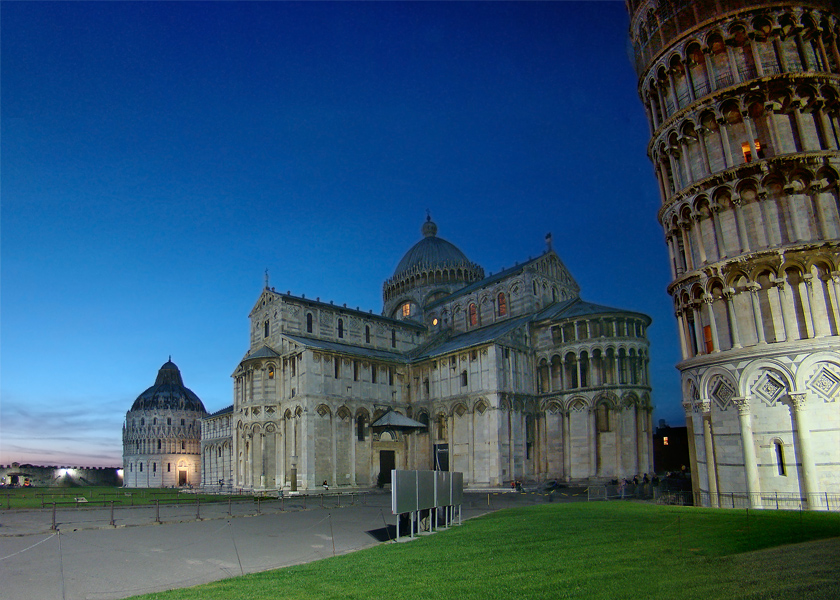
Piazza del Duomo, Pisa

Si estende dalla piana alluvionale del fiume Arno, nell'ovest della Toscana, fino al mar Ligure e ha la forma di una pistola rovesciata. Confina a nord con la provincia di Lucca, a est con la città metropolitana di Firenze e la provincia di Siena, a sud con la provincia di Grosseto, a ovest con la provincia di Livorno e col mar Tirreno.

## Geografia fisica

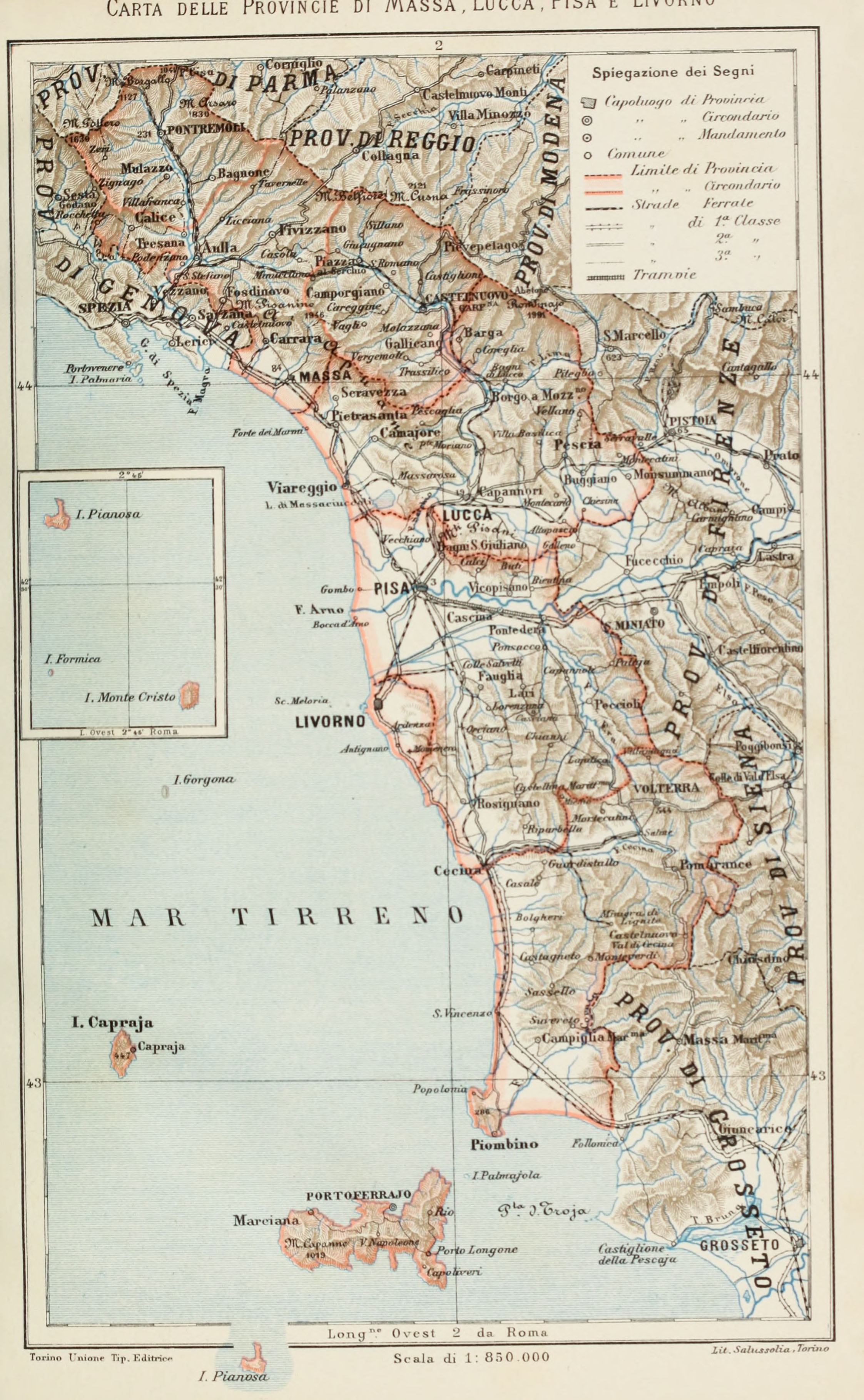
Mappa delle provincie di Massa, Lucca, Pisa e Livorno del 1896

La provincia comprende, oltre il capoluogo, trentasette comuni. La zona nord è attraversata dalla modesta catena montuosa anti-appenninica del Monte Pisano, adiacente alla estrema propaggine delle Alpi Apuane, che separa la provincia di Pisa da quella di Lucca.
Lo sbocco sul mare, il litorale pisano, si estende per circa 15 km, e comprende le seguenti località:
- Calambrone, Tirrenia e Marina di Pisa nel comune di Pisa, più parte della spiaggia del parco;
- un tratto di costa di circa 1 km, protetta dal parco amministrata dal comune di San Giuliano Terme;
- Marina di Vecchiano, nel comune di Vecchiano, anch'essa inserita nel parco;

La zona di Pisa è pianeggiante, ma, scendendo di pochi km a sud, nella parte meridionale della provincia, ci si trova immersi nel più classico dei paesaggi toscani, fatto di colline, boschi e antichi borghi, che comprende le seguenti aree:
- La Valdera, che comprende grandi porzioni della regione storica chiamata Colline Pisane.
- La Val di Cecina, che ha il suo centro principale nell'antica città di Volterra e segue il corso del fiume Cecina. La parte occidentale della Val di Cecina è storicamente nota anche come Maremma Pisana.
- Le Colline Metallifere, sistema collinare e montuoso dell'Antiappennino toscano che interessa la parte meridionale della provincia di Pisa, famosa anche per le sue caratteristiche boracifere (sono presenti i cosiddetti Biotopo dei Lagoni). .

Il Monte Serra, con i suoi 917 metri sul livello del mare, è la cima più alta di tutta la provincia, mentre il Monte Aia dei Diavoli (867 m s.l.m.) è il rilievo maggiore del sud della provincia.

## Storia
L'attuale provincia deriva dall'antico compartimento di Pisa, suddivisione amministrativa granducale, che in massima parte comprendeva i territori che avevano fatto parte della Repubblica marinara di Pisa. Con l'annessione fiorentina, Pisa ed il suo territorio assunse la denominazione di "Provincia Pisana", integrando anche tutta la parte del Volterrano e l'exclave di Castiglione della Pescaia e l'isola del Giglio. La provincia pisana rimase esclusa dall'antico distretto fiorentino di cui Livorno ed il suo capitanato facevano invece parte come exclave. Tale situazione rimase pressoché immutata fino al 1766 e alle successive riforme amministrative di Pietro Leopoldo, finché dopo il periodo napoleonico il governo lorenese con la legge del 20 novembre 1849 costituì i vari compartimenti, tra cui quello pisano.
Nel 1861 reclamò, senza successo, l'intera Versilia e altri comuni. 
Nel 1925 vennero ceduti alla provincia di Livorno i comuni di Bibbona, Campiglia Marittima, Castagneto Carducci, Cecina, Collesalvetti, Piombino, Rosignano Marittimo, Sassetta e Suvereto; l'isola del Giglio e l'isola di Giannutri vennero date alla Provincia di Grosseto.
Contemporaneamente furono acquisiti dalla provincia di Firenze i comuni di Castelfranco di Sotto, Montopoli in Val d'Arno, San Miniato, Santa Croce sull'Arno e Santa Maria a Monte.
Nel 1938 il comune di Castellina Marittima acquistò una piccola fetta del territorio del comune di Cecina, facente parte della provincia di Livorno, al quale era stata attribuita per un errore amministrativo.

## Infrastrutture e trasporti

### Autostrade
- Firenze-Mare: nella provincia c'è il tratto terminale che si innesta sulla A12 a Pisa nord.
- Genova-Roma: segue la linea costiera e ha tre uscite nella provincia: Pisa nord, Pisa centro e Livorno.

### Strade statali
- Strada Statale 1
- Strada Statale 12
- Strada Statale 67
- Strada Statale 67 bis

### Strade regionali
- Strada di grande comunicazione Firenze-Pisa-Livorno (FI-PI-LI): la strada, proveniente da Firenze, nella provincia di Pisa ricalca parzialmente l'asse viario della strada Statale 67 da San Miniato Basso all'uscita di Pisa ovest.

### Ferrovie
Nella provincia passano importanti assi ferroviari: la Genova-Pisa; la Pisa-Roma; la Pisa-Firenze; la Pisa-Lucca-Aulla; la Pisa-Collesalvetti-Vada e quello che rimane delle dismesse Lucca-Pontedera e Pisa-Tirrenia-Livorno. Le stazioni si trovano sulla Firenze-Pisa, e sulla Pisa-Lucca, mentre le stazioni di Migliarino, Tombolo, Vicopisano, Buti, Tirrenia, Marina di Pisa,San Piero a Grado Calambrone sono dismesse.

### Aeroporti
Nella provincia di Pisa c'è un unico aeroporto, l'Aeroporto Internazionale di Pisa San Giusto. Fino agli anni 50 era attivo anche l'aeroporto di Pontedera, successivamente utilizzato come percorso di prova per la vicina fabbrica della Piaggio e infine completamente smantellato.
Su tutto il territorio provinciale sono anche presenti diverse avio-superfici per velivoli leggeri.
Trasporto Pubblico su gomma
Nella provincia di Pisa il Trasporto Pubblico Locale su gomma è operato da Autolinee Toscane

## Comuni
Appartengono alla provincia di Pisa i seguenti 37 comuni:
- Bientina
- Buti
- Calci
- Calcinaia
- Capannoli
- Casale Marittimo
- Casciana Terme Lari
- Cascina
- Castelfranco di Sotto
- Castellina Marittima
- Castelnuovo di Val di Cecina
- Chianni
- Crespina Lorenzana
- Fauglia
- Guardistallo
- Lajatico
- Montecatini Val di Cecina
- Montescudaio
- Monteverdi Marittimo
- Montopoli in Val d'Arno
- Orciano Pisano
- Palaia
- Peccioli
- Pisa
- Pomarance
- Ponsacco
- Pontedera
- Riparbella
- San Giuliano Terme
- San Miniato
- Santa Croce sull'Arno
- Santa Luce
- Santa Maria a Monte
- Terricciola
- Vecchiano
- Vicopisano
- Volterra

### Comuni più popolosi
| Stemma | Comune                  | Abitanti |
| ------ | ----------------------- | -------- |
|        | Pisa                    | 91 393   |
|        | Cascina                 | 45 448   |
|        | San Giuliano Terme      | 31 232   |
|        | Pontedera               | 29 216   |
|        | San Miniato             | 27 997   |
|        | Ponsacco                | 15 614   |
|        | Santa Croce sull'Arno   | 14 596   |
|        | Castelfranco di Sotto   | 13 464   |
|        | Santa Maria a Monte     | 13 322   |
|        | Calcinaia               | 12 745   |
|        | Casciana Terme Lari     | 12 287   |
|        | Vecchiano               | 12 034   |
|        | Montopoli in Val d'Arno | 11 193   |
|        | Volterra                | 9 980    |

Il comune meno popolato è Orciano Pisano, con 614 abitanti.

## Assistenza sanitaria

Il gonfalone della provincia

L'assistenza sanitaria è garantita a livello pubblico dall'Azienda Ospedaliera Universitaria Pisana, dall'Azienda USL 5 Pisa, dall'Azienda USL 6 Livorno e dall'Azienda USL 11 Empoli. La USL 11 interessa la parte orientale della provincia (comuni di San Miniato, Montopoli in Val d'Arno, Santa Croce sull'Arno e Castelfranco di Sotto), mentre la USL 6 quella occidentale (comuni di Santa Luce, Castellina Marittima, Riparbella, Montescudaio, Guardistallo, Casale Marittimo e Monteverdi Marittimo).

### Assistenza ospedaliera
Gli ospedali sono le struttura finalizzata all'organizzazione ed all'erogazione delle prestazioni specialistiche di ricovero, sia per quanto riguarda i ricoveri ordinari che i day hospital medico e chirurgico.
L'assistenza ospedaliera è garantita da vari presidi ospedalieri presenti nel territorio, strutture di riferimento anche per l'assistenza di emergenza ed urgenza (pronto soccorso).
- Ospedale Santa Chiara di Pisa (Azienda Ospedaliera Universitaria)
- Ospedale Cisanello (Azienda Ospedaliera Pisana) tra le altre cose nuova sede del Pronto Soccorso
- Ospedale Felice Lotti di Pontedera (Azienda USL 5 Pisa)
- Spedali Riuniti di Santa Maria Maddalena di Volterra (Azienda USL 5 Pisa)
- Ospedale degli Infermi di San Miniato (Azienda USL 11 Empoli)

### Assistenza territoriale
L'assistenza territoriale è il sistema che include i servizi di assistenza educativa, prevenzione, diagnosi, cura e riabilitazione, tutti quanti erogati non in regime di ricovero all'interno dell'intero territorio di competenza.
In adeguamento alle normative vigenti, l'intero bacino di utenza della Azienda USL 5 di Pisa è suddiviso in 3 articolazioni territoriali, all'interno dei quali viene garantita l'assistenza.
- Zona Pisana (città di Pisa e comuni limitrofi)
- Zona Valdera (area orientale della provincia)
- Zona Alta Val di Cecina (area meridionale della provincia)

Data la vastità del territorio di competenza, nella maggior parte dei comuni è comunque presente un servizio di poliambulatori.
Anche l'intero bacino di utenza della Azienda USL 11 di Empoli in articolazioni territoriali, una delle quali comprende i 4 comuni della provincia di Pisa.